# TNFAIP3
El factor de necrosis tumoral, proteína 3 inducida por alfa o A20 es una proteína que en humanos está codificada por el gen TNFAIP3 .
Este gen fue identificado como un gen cuya expresión es inducida por el factor de necrosis tumoral (TNF). La proteína codificada por este gen es una proteína de dedos de zinc que produce una enzima deubiquitinante. Se ha demostrado que inhibe la activación de NF-kappa B así como la apoptosis mediada por TNF. La proteína A20 es antigua, y el homólogo de la proteína se puede encontrar desde los cnidarios (corales, medusas, anémonas) con una composición de dominio de proteína conservada. Utilizando modelos knockout de TNFAIP3 en ratones y su represor transcripcional (es decir, KCHIP3), se ha demostrado que TNFAIP3 es fundamental para limitar la inflamación al terminar las respuestas de NF-kappa B inducidas por endotoxina y TNF. En resumen, se demostró que la función deubiquitinasa de TNFAIP3 elimina las cadenas de ubiquitina de VE-cadherina para evitar la pérdida de VE-cadherina en las uniones adherentes endoteliales.

## Interacciones
Se ha demostrado que TNFAIP3 interactúa con TNIP1, TRAF1, TRAF2,  IKBKG, TAX1BP1, YWHAB, YWHAZ, TRAF6 y YWHAH .  

## Asociación con artritis reumatoide
El locus TNFAIP3 está implicado como un factor asociado positivamente en la artritis reumatoide (AR). Los SNP rs5029937 (T) y rs6920220 (A) aumentan el riesgo de AR en un 20 a 40% respectivamente. Un tercer SNP, rs10499194 (T) se encuentra con menos frecuencia en la artritis reumatoide, pero esta asociación negativa puede no ser estadísticamente significativa.

### Otras enfermedades
También se ha informado una asociación con la enfermedad inflamatoria intestinal intratable que inicia en la infancia.